# Ricky Owubokiri
Ricky Owubokiri (Port Harcourt, Nigeria, 16 de julio de 1961) es un exfutbolista de Nigeria que jugaba en la posición de delantero centro.

## Carrera

### Club
| Periodo   | Club               |
| --------- | ------------------ |
| 1978-1980 | Sharks FC          |
| 1981-1982 | ACB Lagos FC       |
| 1983      | America-RJ         |
| 1984-1986 | EC Vitória         |
| 1986-1988 | FC Metz            |
| 1986–1987 | → Laval (cedido)   |
| 1988–1989 | SL Benfica         |
| 1989–1991 | CF Estrela Amadora |
| 1991–1994 | Boavista FC        |
| 1994      | EC Vitória         |
| 1994–1995 | CF Os Belenenses   |
| 1995–1996 | Al-Arabi           |
| 1996–1997 | Al-Hilal FC        |

### Selección nacional
Jugó para Nigeria en 23 ocasiones de 1982 a 1992 y anotó un gol en la victoria por 4-0 ante Sudáfrica el 10 de octubre de 1992 en Lagos por la clasificación de CAF para la Copa Mundial de Fútbol de 1994; participó en la Copa Africana de Naciones 1982.

## Logros

### Club
- Liga Premier de Nigeria (2): 1980, 1981
- Copa de Francia (1): 1988
- Primeira Liga (1): 1989
- Copa de Portugal (1): 1992
- Supercopa de Portugal (1): 1993
- Liga de fútbol de Catar (1): 1996

### Individual
- Goleador de la Primeira Liga en 1992.
- Goleador de la Liga de fútbol de Catar en 1996.